# Batin (okręg Kluż)
Batin – wieś w Rumunii, w okręgu Kluż, w gminie Unguraș. W 2011 roku liczyła 706 mieszkańców.